# Экономика Шаньси
Экономика китайской провинции Шаньси специализируется преимущественно на «старых» отраслях — угольная и химическая промышленность, чёрная металлургия, тяжёлое и транспортное машиностроение, тепловая энергетика, производство цемента и других строительных материалов, добыча железной руды и бокситов, железнодорожные перевозки. Начиная с 2000-х годов китайские власти провели ряд реформ, сократив избыточные мощности и закрыв устаревшие предприятия, что положительно сказалось на общем уровне загрязнения окружающей среды.
В 2018 году валовой внутренний продукт провинции Шаньси вырос на 6,7 %, по индексу человеческого развития (0,750) Шаньси находилась на 16-м месте, относясь к категории «средних» провинций. По состоянию на 2019 год валовой внутренний продукт Шаньси составлял 1,702 трлн юаней или 246,8 млрд долл. (21-е место среди регионов Китая); ВВП на душу населения составлял 45 724 юаней или 6628 долл. (27-е место среди регионов Китая).

## Общая характеристика
Стремительная индустриализация и урбанизация Китая, начавшиеся в 1990-х годах, вызвали рост спроса на энергоносители, что в свою очередь привело к резкому росту цен на уголь. В Шаньси начали быстро расширяться государственные и частные шахты. Добыча угля, бокситов и железной руды, производство кокса и металлов нанесли огромный ущерб окружающей среде провинции. Ситуация ещё больше усугублялась в зимний период, когда в жилых домах начинали топить углём.
Со второй половины 2000-х годов центральные и провинциальные власти стали предпринимать активные меры по защите окружающей среды — были введены более строгие экологические стандарты, закрыты устаревшие шахты и заводы, разбиты новые парки, мелкие предприятия объединили в крупные холдинги, а жилые дома и коммунальные объекты перевели с угля на природный газ. Карьера местных чиновников и их зарплата стали зависеть от улучшения состояния воздуха и воды. 
По состоянию на 2010 год валовой региональный продукт Шаньси составлял 920,1 млрд юаней (около 150 млрд долл.), по этому показателю провинция занимала 18-е место в Китае. Первичный сектор составлял 6 % ВРП, вторичный сектор — 56,9 %, третичный сектор — 37,1 %. Экспорт Шаньси составлял более 6,7 млрд долл., импорт — свыше 7,1 млрд долл.. В 2011 году номинальный ВВП провинции составил 1,11 трлн юаней (176,2 млрд долл.), а ВВП на душу населения — 21, 5 тыс. юаней (3,154 тыс. долл.).
В 2018 году провинция Шаньси получила прямые иностранные инвестиции в размере 2,36 млрд долл. и ещё почти 1 млрд долл. ПИИ поступил через совместные предприятия.  
В первой половине 2020 года ВВП провинции Шаньси составил 782,16 млрд юаней (- 1,4 %); добавленная стоимость первичного сектора составила 28,29 млрд юаней (+ 1,7 %), вторичного сектора — 339,79 млрд юаней (- 0,3 %), третичного сектора — 414,08 млрд юаней (- 2,5 %); сбор зерновых составил 2,37 млн метрических тонн (+ 4 %). Внешняя торговля Шаньси в первой половине 2020 года составила 55,28 млрд юаней (- 9,5 %), в том числе экспорт — 31,58 млрд юаней и импорт — 23,7 млрд юаней.
В первой половине 2020 года располагаемый доход на душу населения составлял 16,1 тыс. юаней для городских жителей (+ 2,5 %) и 5,8 тыс. юаней для сельских жителей (+ 3,1 %). По итогам 2020 года объём внешней торговли Шаньси вырос на 4 % в годовом исчислении и достиг 150,58 млрд юаней (около 23,26 млрд долл. США). Экспорт из провинции увеличился на 8,7 % до 87,7 млрд юаней, а импорт сократился на 1,9 % до 62,88 млрд юаней. В список крупнейших торговых партнеров Шаньси вошли США, страны Европейского Союза и страны АСЕАН. Товарооборот провинции со странами вдоль «Пояса и пути» составил 34,83 млрд юаней (+ 5,3 %). В 2020 году провинция Шаньси поставила на международный рынок 20,8 млн мобильных телефонов (+ 11,5 %) общей стоимостью 52,99 млрд юаней (+ 17,5 %). 

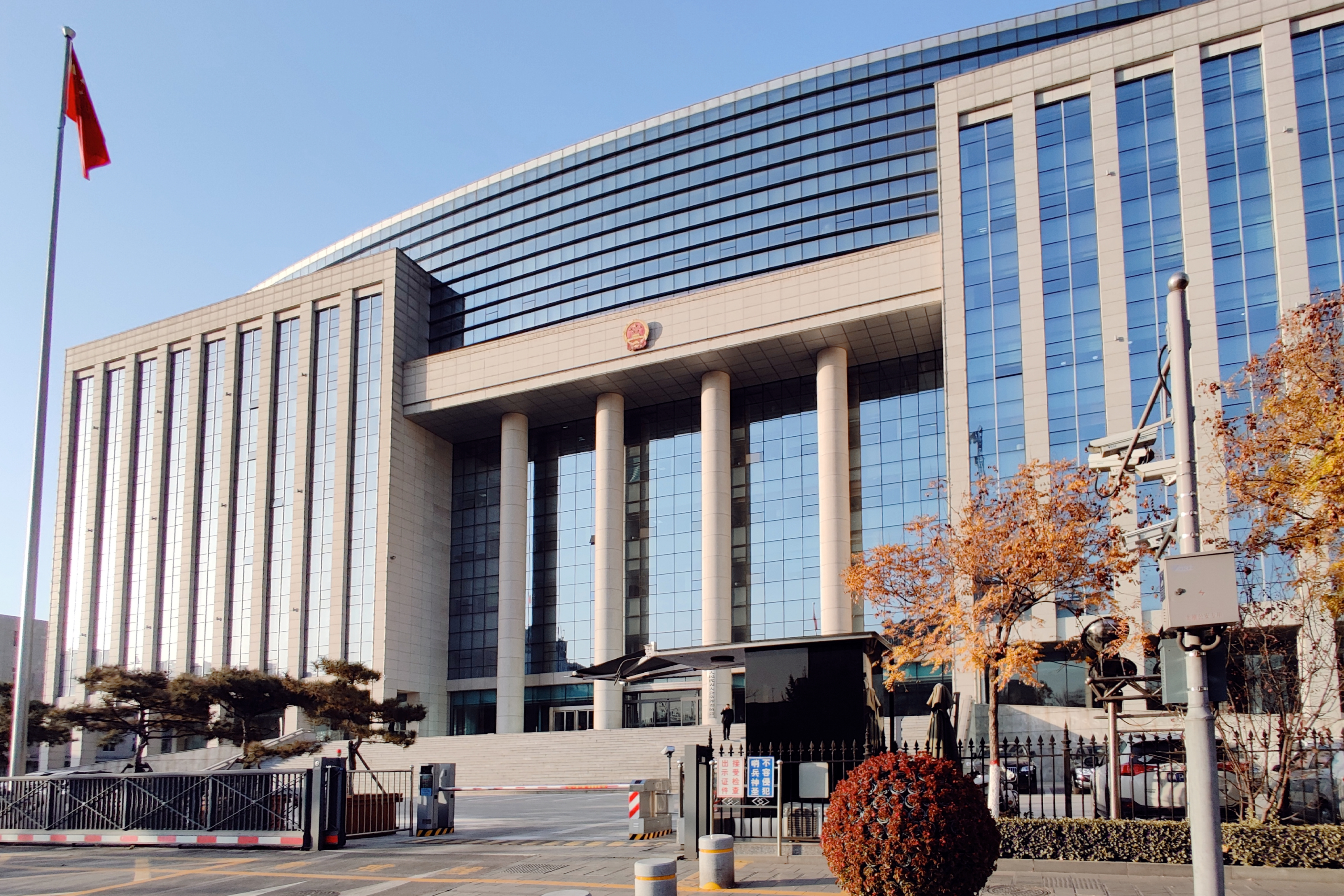
Здание Народного собрания провинции Шаньси в Тайюане

ВВП Шаньси за первые шесть месяцев 2021 года вырос на 12,2 %, достигнув 960,67 млрд юаней. В первом полугодии 2021 года объём внешней торговли провинции увеличился на 108,4 % по сравнению с аналогичным периодом 2020 года и составил 113,03 млрд юаней (около 17,46 млрд долларов США). Объём импорта Шаньси достиг 44,25 млрд юаней (+ 92,4 % в годовом исчислении), а экспорта — 68,79 млрд юаней (+ 120,2 %). Крупнейшими торговыми партнерами провинции являются США, Япония и страны АСЕАН. Среди основных статей экспорта — мобильные телефоны, солнечные батареи и лекарственные препараты. На предприятия с участием иностранного капитала приходится почти половина объёма внешнеторгового оборота провинции.
По итогам 2021 году валовой региональный продукт Шаньси составил 2,26 трлн юаней (около 356 млрд долл. США), увеличившись на 9,1 % в годовом исчислении, добыча угля в провинции достигла 1,19 млрд тонн, а установленная мощность электростанций, работающих на новых и возобновляемых источниках энергии, достигла 39 млн кВт, что составило 34,3 % от общей установленной мощности.
По состоянию на конец 2021 года на долю провинции приходилось 23 % от общего объёма разведанных в стране запасов угля. По итогам 2022 года ВРП Шаньси превысил 2,5 трлн юаней (371,5 млрд долл. США); угледобыча составила 1,3 млрд тонн; установленные мощности электростанций, работающих на новых и экологически чистых источниках энергии, достигли 49 млн кВт. (40,25 % от их общего объема в провинции).

## Занятость

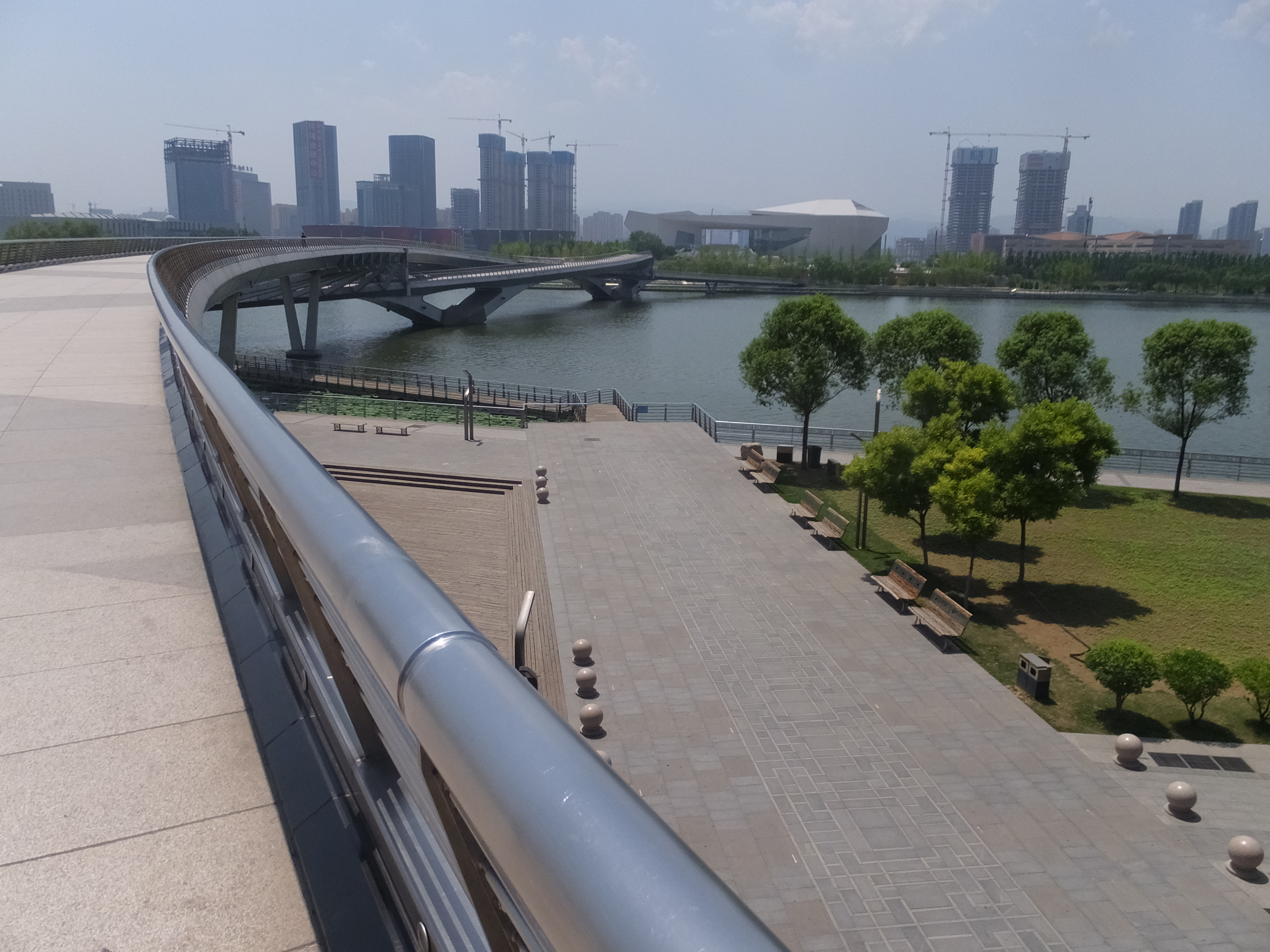
Тайюань

Крупнейшими экономическими центрами Шаньси являются города Тайюань (3,2 млн) и Датун (1,3 млн), также важное значение имеют города Чанчжи (650 тыс.), Янцюань (620 тыс.), Линьфэнь (570 тыс.), Цзиньчэн (480 тыс.), Цзиньчжун (450 тыс.) и Юньчэн (430 тыс.).
Крупнейшими работодателями Шаньси являются центральные и провинциальные власти, которым подчиняются ключевые государственные предприятия, банки и страховые компании, а также школы, университеты, больницы, почтовые отделения и некоторые объекты специального назначения (космодром Тайюань в уезде Кэлань, военно-воздушная база в уезде Хуайжэнь, отделения вооружённой милиции и тюрьмы).
Важной отраслью экономики Шаньси является охрана окружающей среды, в которую власти вкладывают значительные средства. Наличие развитой угольной и химической промышленности привело к тому, что в 1980 — 1990-х годах Шаньси превратилась в одного из лидеров по загрязнению воздуха и водоёмов. В 2000-х годах власти провинции стали массово высаживать деревья, создавать парки и заповедники, очищать реки и озёра, закрывать, модернизировать или переносить старые предприятия, загрязняющие воздух, использовать метан для производства электроэнергии и тепла, переводить общественный транспорт и автомобили с бензина на биотопливо и электричество.

## Промышленность
Важнейшими отраслями промышленности Шаньси являются добыча угля и метана угольных пластов, тепловая энергетика, производство кокса, химических удобрений, стали, промышленного оборудования, тяжёлых грузовиков и экскаваторов, строительных материалов, а также военной техники. Начиная с 2000-х годов в провинции растут новые сектора промышленности — производство телекоммуникационного оборудования, электронных компонентов, оптических кабелей и оборудования для новой энергетики (особенно фотоэлементов). Важное значение для промышленного развития имеют водные ресурсы, особенно подземные и речные воды.
Угольная промышленность Шаньси печально известна тяжёлыми условиями труда и высокой смертностью шахтёров от завалов, взрывов газа и профессиональных заболеваний. Нередко встречаются случаи использования детского труда.

### Горная промышленность

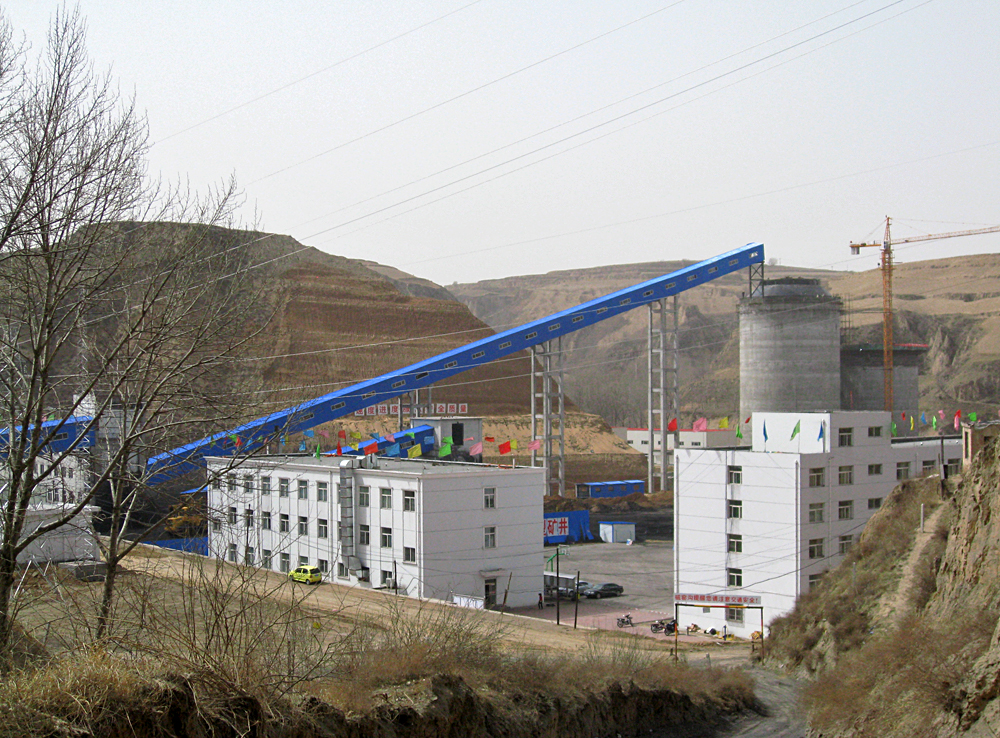
Угольная шахта в Шаньси

Горная промышленность является крупнейшей отраслью экономики Шаньси. Провинция занимает первые места в Китае по запасам угля, метана, бокситов, огнеупорной глины, доломита и магния. Доказанные запасы угля составляют свыше 270 млрд тонн или 17,3 % от общекитайских запасов. С 1949 по 2014 год в Шаньси было добыто более 16,2 млрд тонн угля, что составляет четверть от общего объема добычи угля по всей стране. В 2017 году добыча сырого угля составила 855,8 млн тонн (+ 3,5 % в годовом исчислении), выручка угольных компаний составила 700,25 млрд. юаней или 102,75 млрд. долл. (+ 28,9 %), а прибыль — 60,85 млрд. юаней (+ 540 %).

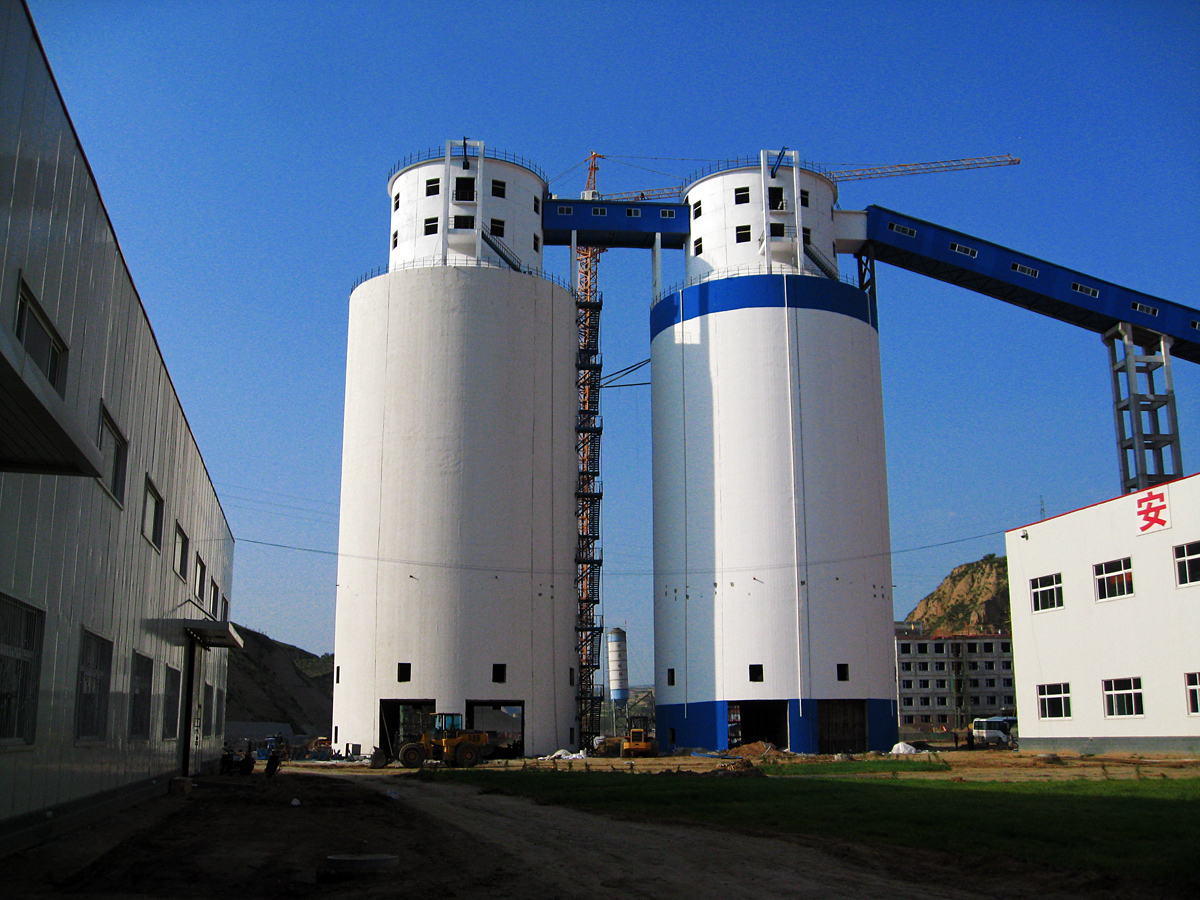
Угольный бункер в Шаньси

Власти Шаньси активно ликвидируют устаревшие шахты, модернизируют работающие предприятия и объединяют отдельные компании в универсальные угольно-химические и энергетические холдинги (только в 2017 году власти сократили избыточные мощности на 22,65 млн тонн угля, закрыв 27 шахт). Основными потребителями угля являются тепловые электростанции, химические и металлургические заводы как Шаньси, так и соседних регионов Китая. Параллельно с углём в Шаньси активно добывают метан угольных пластов, который по трубопроводам поступает на перерабатывающие предприятия.
Крупнейшие угольные месторождения расположены в Датуне, Нинъу, Гуцзяо (включая Сишань), Циньшуе и Линьфэне (включая Хэдун и Хуоси). В угольной и метановой промышленности Шаньси доминируют шесть региональных групп с преобладанием государственного капитала — Datong Coal Mine Group, Shanxi Coking Coal Group, Shanxi Luan Mining Group, Yangquan Coal Industry Group, Jincheng Anthracite Mining Group и Jinneng Group, а также пекинские корпорации China National Coal Group и PetroChina.
В 2020 году объём добычи угля в Шаньси составил 1,06 млрд тонн (первое место в стране). К концу 2020 года в провинции были закрыты все угольные шахты с годовым объёмом производства менее 600 тыс. тонн. Таким образом, по состоянию на конец 2020 года количество угольных шахт в провинции сократилось до 890. По состоянию на октябрь 2021 года, ежемесячная добыча угля в Шаньси превышала 100 млн тонн (в октябре 2021 года было добыто 102,8 млн тонн угля, что на 5,2 % больше, чем за октябрь 2020 года). По итогам 2021 года в провинции было добыто более 1,19 млрд тонн угля, что составило почти треть от общего объема добычи угля в стране; в 2023 году в Шаньси было добыто 1,378 млрд тонн угля.
Также в Шаньси в промышленных масштабах добывают бокситы, железную, медную, титановую и урановую руду, цинк, серебро, золото, огнеупорную глину, доломит, магний, магнезит, известняк, мрамор, гранит, асбест, гипс, серу, соль, бентонит, полевые шпаты, кремний, кварц и горный хрусталь. Добыча бокситов и производство глинозёма занимают второе место в горной промышленности, после добычи угля (Шаньси обладает мощностями по производству глинозёма в 13 млн метрических тонн).
Горная промышленность Шаньси привлекает значительный объём иностранных инвестиций. Компании из Гонконга, Канады, США, Японии, Великобритании, Германии и Италии вкладывают средства в совместные предприятия по добыче угля, метана и бокситов. Компания Daqin Railway Company осуществляет железнодорожные перевозки угля из Датуна в порт Циньхуандао, откуда уголь из Шаньси кораблями вывозят в Японию, Южную Корею и страны Юго-Восточной Азии.

### Электроэнергетика
Из-за близости значительной сырьевой базы в энергетике Шаньси преобладают угольные теплоэлектростанции. Начиная с 2000-х годов для производства электроэнергии в провинции начали использовать местные запасы метана. Основными производителями тепловой электроэнергии являются компании China Energy Investment Corporation (через дочернюю компанию GD Power Development), China Datang Corporation (через дочернюю компанию Datang International Power Generation), Datong Coal Mine Group, Shanxi Coking Coal Group, China National Coal Group, Jinneng Group, Jincheng Anthracite Mining Group и Yangquan Coal Industry Group.
Тепловые электростанции Шаньси
Также Шаньси активно развивает солнечную и ветровую энергетику, гидроэнергетику на реке Хуанхэ и производство электроэнергии из биомассы. Благодаря этому провинция является крупным экспортёром электроэнергии, особенно в зимнее время. По состоянию на весну 2018 года общие установленные мощности солнечных и ветряных электростанций составляли 15,21 млн кВт (+ 94 % по сравнению с 2015 годом). К концу 2020 года установленная мощность выработки электроэнергии из новых и возобновляемых источников энергии достигла 35,7 млн кВт, что составило 34,38 % от общего объёма установленной мощности провинции. В 2022 году объём выработки электроэнергии за счет новых источников энергии в провинции Шаньси превысил 68,55 млрд кВт-ч. К концу 2022 года общая установленная мощность всех электростанций Шаньси превысила 120 млн кВт, из которых 40,13 млн кВт или 33,23 % пришлось на ветро- и фотоэлектрические станции. Крупнейшие мощности солнечной энергетики расположены в Датуне, Цзиньчжуне и Юньчэне. Крупнейшей компанией в сфере солнечной и ветряной энергии является Jinneng Group.
На границе провинций Шаньси и Хэнань расположена крупная ГЭС Саньмыньсяшуйку (1960), которая обеспечивает электроэнергией южную часть провинции. В 1998 году в уезде Пяньгуань на границе с Внутренней Монголией была введена в эксплуатацию крупная ГЭС Ваньцзячжай. В 2008 году в уезде Утай была построена ГЭС Силунчи, которая, как и ГЭС Ваньцзячжай, обеспечивает электроэнергией северную часть провинции.

### Химическая промышленность
Наиболее развитым сектором химической промышленности Шаньси является углехимия, а именно — коксохимическая промышленность. Предприятия провинции производят каменноугольный кокс, коксовый газ, каменноугольную смолу, бензол, метанол, технический углерод, сульфат аммония. Шаньси является крупнейшим производителем каменноугольного кокса в стране (около 90 млн тонн, что составляет 19 % от общекитайского производства). Кроме того, Шаньси занимает первое место в Китае по экспорту кокса (7,5 млн тонн, что составляет 90 % от общего объёма национального экспорта), по производству коксового газа, бензола и каменноугольной смолы.
Крупнейшие углехимические заводы Шаньси принадлежат компаниям Shanxi Coking Coal Group, Datong Coal Mine Group, China National Coal Group, Yangquan Coal Industry Group, Jincheng Anthracite Mining Group и Shanxi Luan Mining Group. Компания Shanxi Synthetic Rubber Group производит на заводе в Датуне синтетический каучук. Компании Shanxi Baotian Fertilizer (Тайюань), Shanxi Jiaocheng Hongxing Chemicals (Цзяочэн) и Shanxi Huaxin Coke and Coal Industrial (Цзяочэн) производят различные химические удобрения.

### Машиностроение

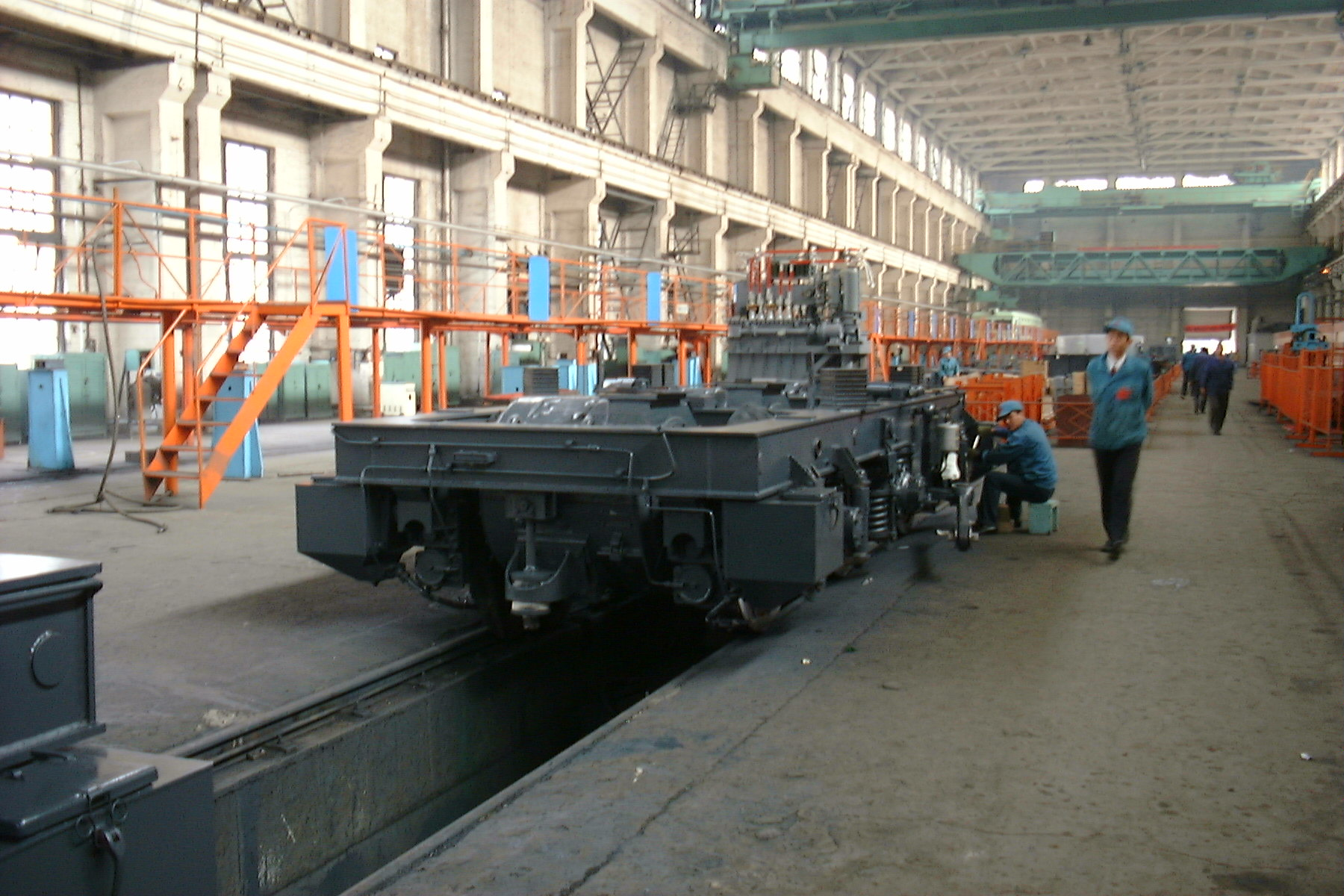
Завод локомотивов CRRC Group в Датуне

В Шаньси развито тяжёлое, транспортное и электротехническое машиностроение, в том числе производство промышленного, энергетического, сельскохозяйственного и специального оборудования. По производству крупногабаритных металлургических кранов, горнодобывающих экскаваторов, железнодорожных трансформаторов и колёсных пар провинция занимает первое место в Китае. В 2017 году выручка сектора промышленного оборудования составила 197,2 млрд юаней (+ 47,6 % в годовом исчислении), прибыль — 7,39 млрд юаней. На долю этого сектора приходилось 8,9 % всех промышленных предприятий провинции.
Компания Taiyuan Heavy Machinery Group (Тайюань) занимает первое место в секторе тяжёлого машиностроения Китая. Она выпускает металлургическое, горнодобывающее, энергетическое, железнодорожное, химическое, строительное, аэрокосмическое и военное оборудование (экскаваторы и другая строительная техника, заводские и портовые краны, колёсные пары, ветрогенераторы, трансмиссии). В городе Датун расположен завод компании CRRC Group, который выпускает электровозы.
Различное горнодобывающее оборудование производят компании Datong Coal Mine Group, Shanxi Coking Coal Group, Jincheng Anthracite Mining Group и Yangquan Coal Industry Group, строительную технику производит компания Shanxi Construction Investment Group, оборудование для ветряных электростанций, детали для контейнеров и труб — компания Shanxi Tianbao Group. Компания Jiangling Motors Corporation на своём заводе в Тайюане (JMC Heavy Duty Vehicle) выпускает тяжёлые и средние грузовики. Компания Dayun Group производит в городе Юньчэн тяжёлые и средние грузовики, легковые автомобили, двигатели и мотоциклы.
Датун является важным центром двигателестроения и производства других автомобильных комплектующих. Компания Shanxi Diesel Engine Industries (Датун) является крупным производителем дизельных и газотурбинных генераторов, а также судовых двигателей. Компания Shanxi Datong Gear Group (дочерняя структура China National Heavy Duty Truck Group) выпускает на заводе в Датуне коробки передач, приводы и шестерни.

### Металлургия
Благодаря обширной сырьевой базе (бокситы, железная, медная и титановая руда, магний, цинк, серебро, золото) Шаньси является важным центром чёрной и цветной металлургии. Здесь производят сталь, алюминий и магний (по производству магния провинция занимает первое место в Китае, на неё приходится около трети национального производства), а также алюминиево-магниевые сплавы, неодимовые магниты и материалы для производства полупроводников и осветительных приборов.
Крупнейшим металлургическим предприятием Шаньси является комбинат Taiyuan Iron and Steel Group (Тайюань), который специализируется на производстве нержавеющей стали и стальных труб. Второе место занимает металлургический завод Haixin Iron and Steel Group (Вэньси). Государственная компания Aluminum Corporation of China производит алюминий на своём заводе Chalco Shanxi Aluminum в Хэцзине, компания Yangquan Coal Industry Group производит глинозём и алюминий, компания Datong Coal Mine Group — глинозём и ферросплавы.

### Пищевая промышленность
Шанси обладает значительными мощностями по переработке зерновых, овощей, мяса и молока, а также по производству яиц, хлеба, лапши, тофу, приправ, соусов, уксуса, прохладительных, слабоалкогольных и крепких алкогольных напитков. В кухне Шаньси широко используют свинину, баранину, говядину, ослятину и курятину, что стимулирует развитие мелких и средних скотобоен и мясоперерабатывающих предприятий. Государственный холдинг Fenjiu Group (Фэньян) производит пиво и байцзю марок Fenjiu и Zhuyeqing. 
Компания Shanxi Mature Vinegar Group (Синхуалин) является лидером на китайском рынке уксуса. В Тайюане работает завод по розливу Coca-Cola (совместное предприятие Kerry Beverages, COFCO Industries Development и Xishan Coal and Electricity Power).

### Другие отрасли
Среди «новых» отраслей промышленности важную роль играет производство полупроводников с центрами в городах Тайюань (Electronic Information Innovation Industrial Park компании China Electronics Technology Group) и Синьчжоу (Xinzhou Semiconductor Industrial Park). Координирует развитие отрасли Исследовательский институт полупроводниковой промышленности Шаньси. По состоянию на 2019 год в отрасли работало более 50 предприятий, которые производили продукции на сумму свыше 10 млрд юаней (1,4 млрд долл.).
Также в Шаньси активно развивается сектор биомедицины и здравоохранения, включая фармацевтическую промышленность и традиционную китайскую медицину. Компания Zhendong Group (Чанчжи) является одним из крупнейших в стране производителей традиционных лекарственных препаратов и пищевых добавок. В 2017 году в Шаньси работало свыше 1 тыс. высокотехнологических компаний, общий годовой объём технологических контрактов достиг 25,6 млрд юаней (3,7 млрд долл.).
В городе Тайюань государственная компания AVIC Taiyuan Aero-instruments выпускает различное авиационное оборудование. В городе Цзиньчэн базируется исследовательский и производственный комплекс тайваньской компании Foxconn (Foxconn Science and Technology Industrial Park), который разрабатывает и производит электронику, оптические и лазерные приборы, промышленных роботов. В городе Линьфэнь компания Optimum Nano Energy производит аккумуляторы для электромобилей.
Шаньси обладает значительными мощностями по производству строительных материалов — цемента, бетона, кирпича, керамической черепицы, огнеупорных материалов.

## Транспорт и инфраструктура

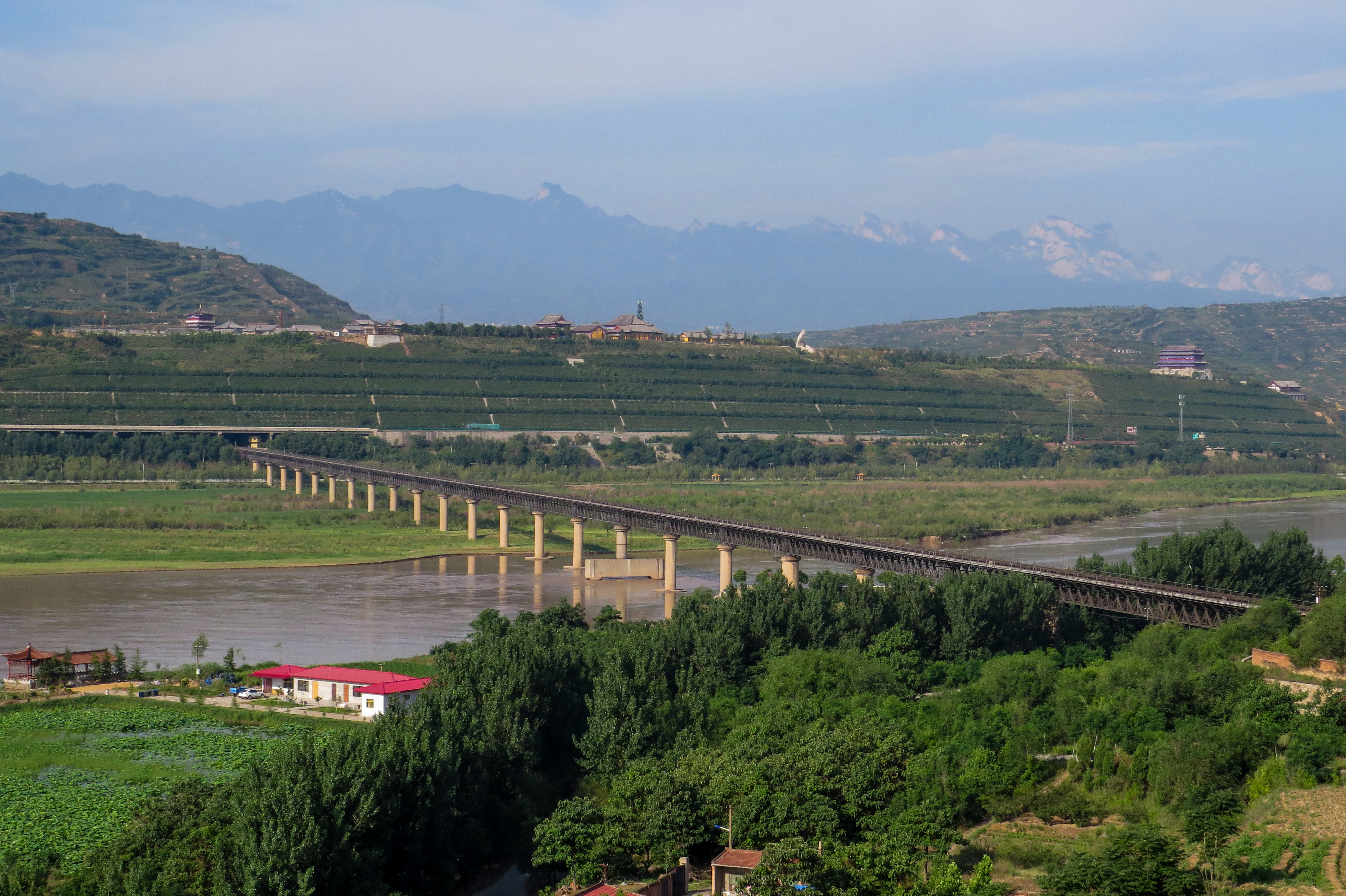
Железнодорожный мост через Хуанхэ

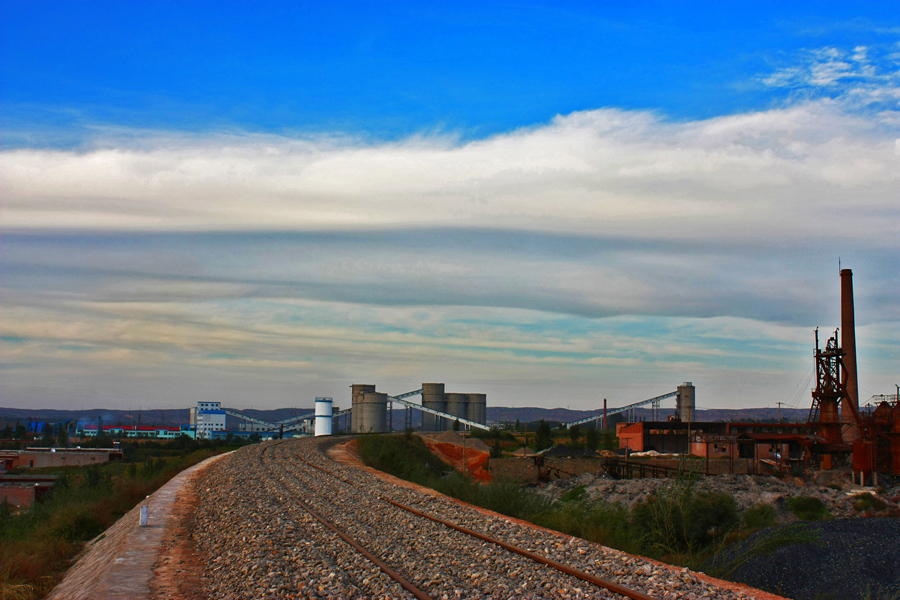
Железнодорожные пути к заводу в уезде Хэцюй

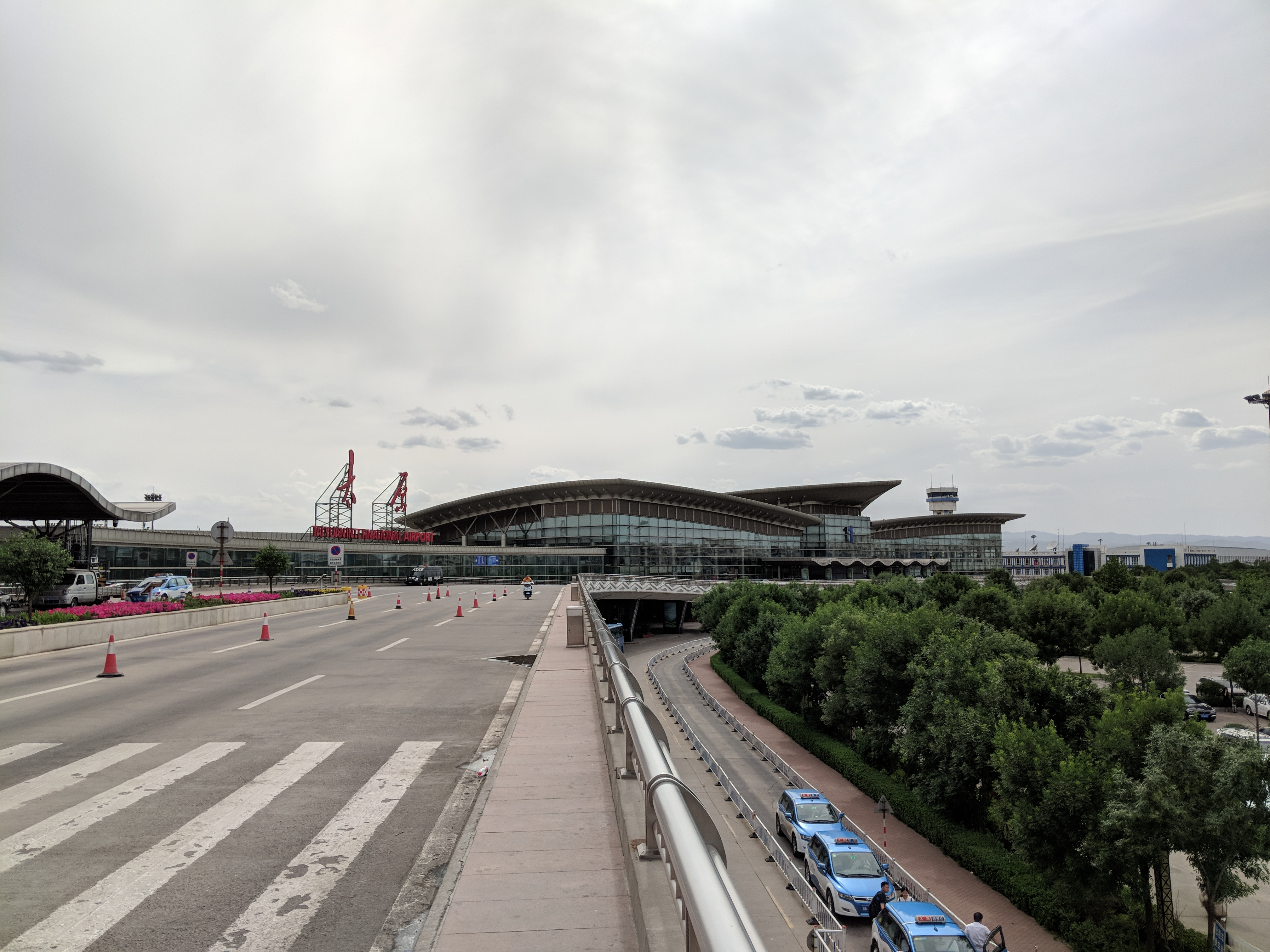
Международный аэропорт Тайюаня

По состоянию на конец 2019 года в провинции Шаньси имелось 144 тыс. км автомобильных дорог, в том числе свыше 5,7 тыс. км скоростных автомагистралей. Объём пассажирских перевозок автомобильным транспортом достиг в 2019 году 140,09 млн человек (+ 0,4 % в годовом исчислении), а объём грузовых перевозок составил 1,28 млрд метрических тонн (+ 1,4 %). Главным автодорожным узлом провинции является Тайюань. Наиболее загруженными автомагистралями Шаньси являются Датун — Тайюань — Юньчэн (Dayun Expressway), Шицзячжуан — Тайюань (Shitai Expressway), Пекин — Тайюань — Куньмин (Jingkun Expressway), Пекин — Тайюань — Куньмин (G108 Highway), Пекин — Датун — Лхаса (G109 Highway), Цанчжоу — Тайюань — Иньчуань (G307 Highway), Циндао — Тайюань — Иньчуань (Qingyin Expressway), Циндао — Линьфэнь — Ланьчжоу (Qinglan Expressway), Эрэн-Хото — Гуанчжоу (Erguang Expressway), Эрэн-Хото — Датун — Тайюань — Чанчжи (G208 Highway) и Цзиньчэн — Синьсян (Jinxin Expressway).
По состоянию на 2019 год объём пассажирских перевозок железнодорожным транспортом через провинцию Шаньси достиг 81,53 млн человек (+ 2,5 % в годовом исчислении), а объём грузовых перевозок составил 913,21 млн метрических тонн (+ 7,1 %). Провинция Шаньси связана 50 регулярными грузовыми железнодорожными маршрутами со странами Центральной Азии и Европы. Главными узловыми станциями являются Zhongding  Logistics Park и Taiyuan International Mail Exchange Bureau в Тайюане. 
В Тайюане расположена штаб-квартира China Railway Taiyuan Group — дочерней логистической компании государственной группы China Railway (имеет самый большой объём и плотность железнодорожных перевозок в Китае). China Railway Taiyuan Group осуществляет грузовые и пассажирские перевозки в Шаньси, а также грузовые перевозки в Хэбэе, Пекине, Тяньцзине, Внутренней Монголии и Шэньси. 
Под управлением China Railway Taiyuan Group находятся высокоскоростные железные дороги Датун — Сиань и Датун — Чжанцзякоу, железные дороги Датун — Циньхуандао, Тайюань — Шицзячжуан и Датун — Юнцзи. Наиболее важным активом China Railway Taiyuan Group является Daqin Railway Company (Датун) — крупнейший китайский оператор грузовых железнодорожных перевозок. Кроме того, важное значение для Шаньси имеет транзитная железная дорога Пекин — Датун — Баотоу. 
Также в сфере грузовых железнодорожных перевозок в провинции Шаньси работают логистические компании Huayuan International Land Port Group (строительство и управление железными дорогами, перевалка грузов с поездов на грузовики, самолёты и корабли), China Railway Express и Shanxi Jinou Logistics (грузовые перевозки из Тайюаня в Центральную Азию, Восточную и Западную Европу). 
По состоянию на 2019 год в Шаньси было семь гражданских аэропортов, которые обслуживали 242 пассажирских маршрута. Объём пассажирских перевозок воздушным транспортом достиг в 2019 году 20,37 млн человек (+ 10,5 % в годовом исчислении), а объём грузовых перевозок через местные гражданские аэропорты составил 67 тыс. метрических тонн (+ 9,6 %). 
Крупнейшей воздушной гаванью провинции является международный аэропорт Тайюань Усу (13,6 млн пассажиров в 2018 году). За ним следуют аэропорты Юньчэн Гуанун (более 2 млн пассажиров), Датун Юньган (более 1 млн пассажиров), Чанчжи Ванцунь (690 тыс. пассажиров), Синьчжоу Утайшань (330 тыс. пассажиров), Линьфэнь Цяоли и Люйлян Дау. Ведётся строительство нового аэропорта в Циньюане. В 2020 году была введена в эксплуатацию первая линия Тайюаньского метрополитена.
Через территорию Шаньси проходит несколько магистральных газопроводов из Синьцзяна в Пекин и Шаньдун. В газовом секторе Шаньси доминирует компания Shanxi Provincial Guoxin Energy Development Group (Тайюань), которая управляет газопроводами и газовыми заправочными станциями, поставляет газ в жилые дома и коммерческим потребителям.

## Сфера услуг

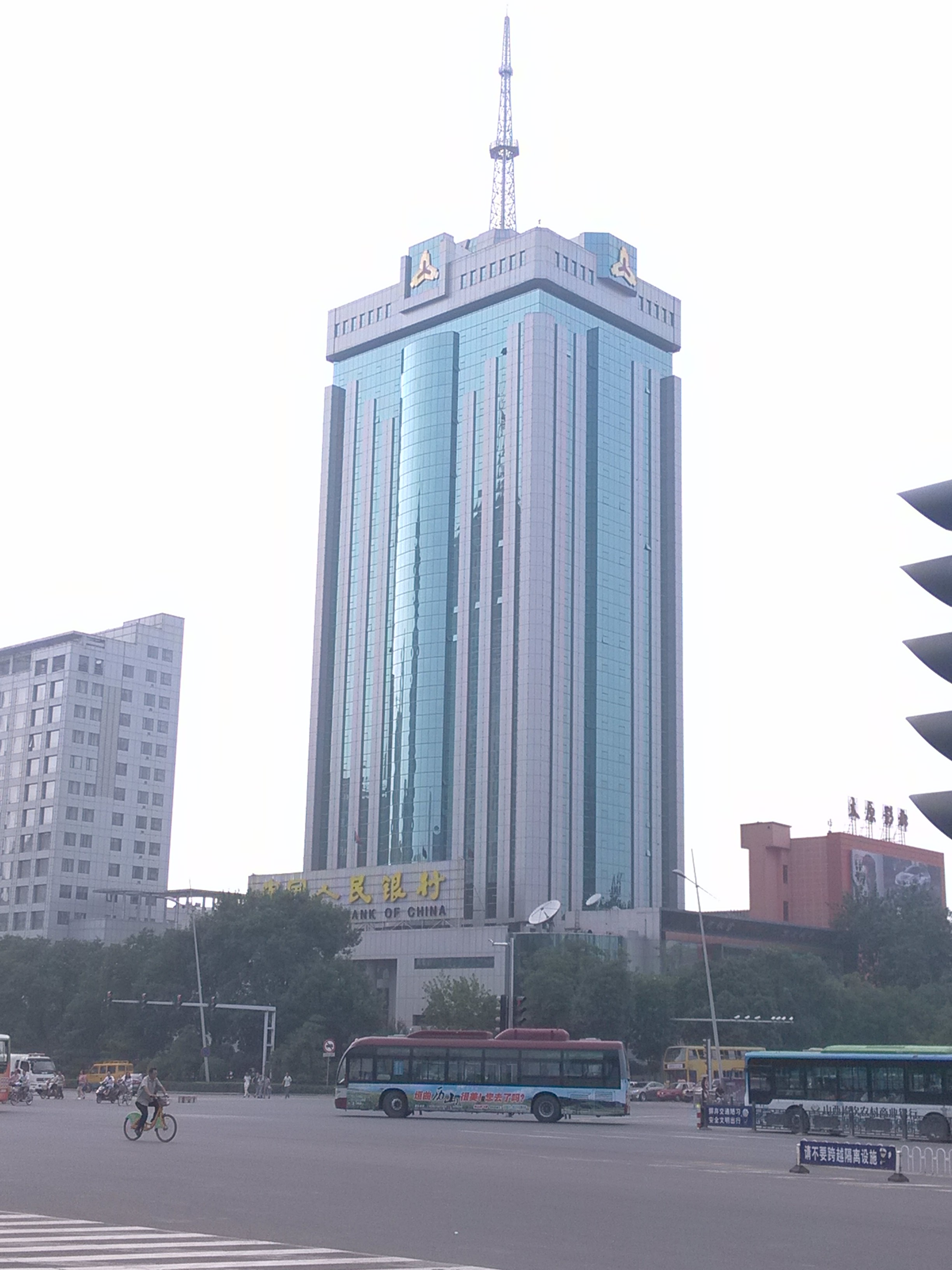
Офис Народного банка Китая в Тайюане

Важное значение в экономике Шаньси занимает сфера услуг, включая банковское дело, страхование и другие финансовые услуги, розничную торговлю, общественное питание, туризм, гостиничное хозяйство, ремонт автомобилей, мотоциклов, велосипедов и бытовой техники. Начиная с 2010-х годов в Шаньси активно развиваются цифровая экономика и информационные технологии, особенно такие сектора, как 5G, большие данные, искусственный интеллект, цифровые медиа и индустрия компьютерных игр.
Крупным игроком сферы услуг является государственный холдинг Fenjiu Group (Фэньян), который специализируется на торговле, туризме и общественном питании. 

### Финансовый сектор
Свою филиальную сеть в Шаньси имеют все ведущие банки страны — Industrial and Commercial Bank of China, China Construction Bank, Agricultural Bank of China, Bank of China, Bank of Communications, China Merchants Bank, China CITIC Bank, China Minsheng Bank, Industrial Bank. Также в провинции представлены крупнейшие страховые компании Китая — Ping An Insurance, China Life Insurance, People’s Insurance Company of China, China Pacific Insurance, AIA Group и China Taiping Insurance.

### Торговля
В розничной торговле Шаньси представлены крупнейшие китайские и международные сети супермаркетов, гипермаркетов и универмагов (Carrefour, Walmart, ParknShop, Yonghui, Wanda, Wangfujing, Parkson, в том числе местная сеть супермаркетов Tangjiu). С 1990-х годов в крупных городах активно развиваются большие торговые центры, объединяющие магазины, рестораны и развлечения. В сельской местности традиционно преобладают кооперативные магазины и мелкие семейные лавки.
Крупнейшие торговые центры расположены в городах Тайюань (Mixc Plaza, Longhu Wanda Plaza, Maoye Plaza, Causeway Bay, Wangfujing, Fashion Walk), Датун (Hualin Plaza, Parkson), Цзиньчжун (Wanda Plaza, Tianmei Shanshan Outlets Plaza), Цзиньчэн (Fengzhan New Times Square, International Trade Plaza), Чанчжи (Changzhi Commercial Building), Янцюань (Beiguo Shopping Mall), Юньчэн (Eastar Times Plaza) и Синьчжоу (Joy Plaza). В Тайюане главной пешеходной торговой улицей является Люсян-стрит, которую ежедневно посещают более 200 тыс. человек. Здесь расположены крупнейший в Северном Китае ночной рынок, десятки ресторанов, кафе, магазинов одежды, текстиля, обуви, косметики, парфюмерии, ювелирных украшений и сувениров.
Важное значение имеет внешняя торговля. Крупнейшие статьи экспорта — мобильные телефоны, стальной прокат, фотоэлектрические панели и уголь.

### Строительство
Крупнейшими строительными компаниями провинции являются государственные Shanxi Construction Investment Group (Тайюань) и Shanxi Construction Engineering Group (Тайюань). Многие провинциальные угольные, химические и транспортные группы имеют свои дочерние строительные компании и департаменты, которые возводят промышленные и жилые объекты.

### Телекоммуникации
В провинции предоставляют услуги все ведущие мобильные операторы и интернет-провайдеры страны — China Mobile, China Telecom и China Unicom. По состоянию на конец 2022 года в провинции насчитывалось 67 тыс. базовых станций 5G, а по состоянию на август 2023 года в Шаньси было построено 84 тыс. базовых станций 5G.

### Информационные технологии
В городе Шочжоу расположены центр больших данных и исследовательский центр навигационной системы Бэйдоу. В городе Янцюань расположены инновационные центры компаний Baidu и Huiquan Big Data.

### Туризм

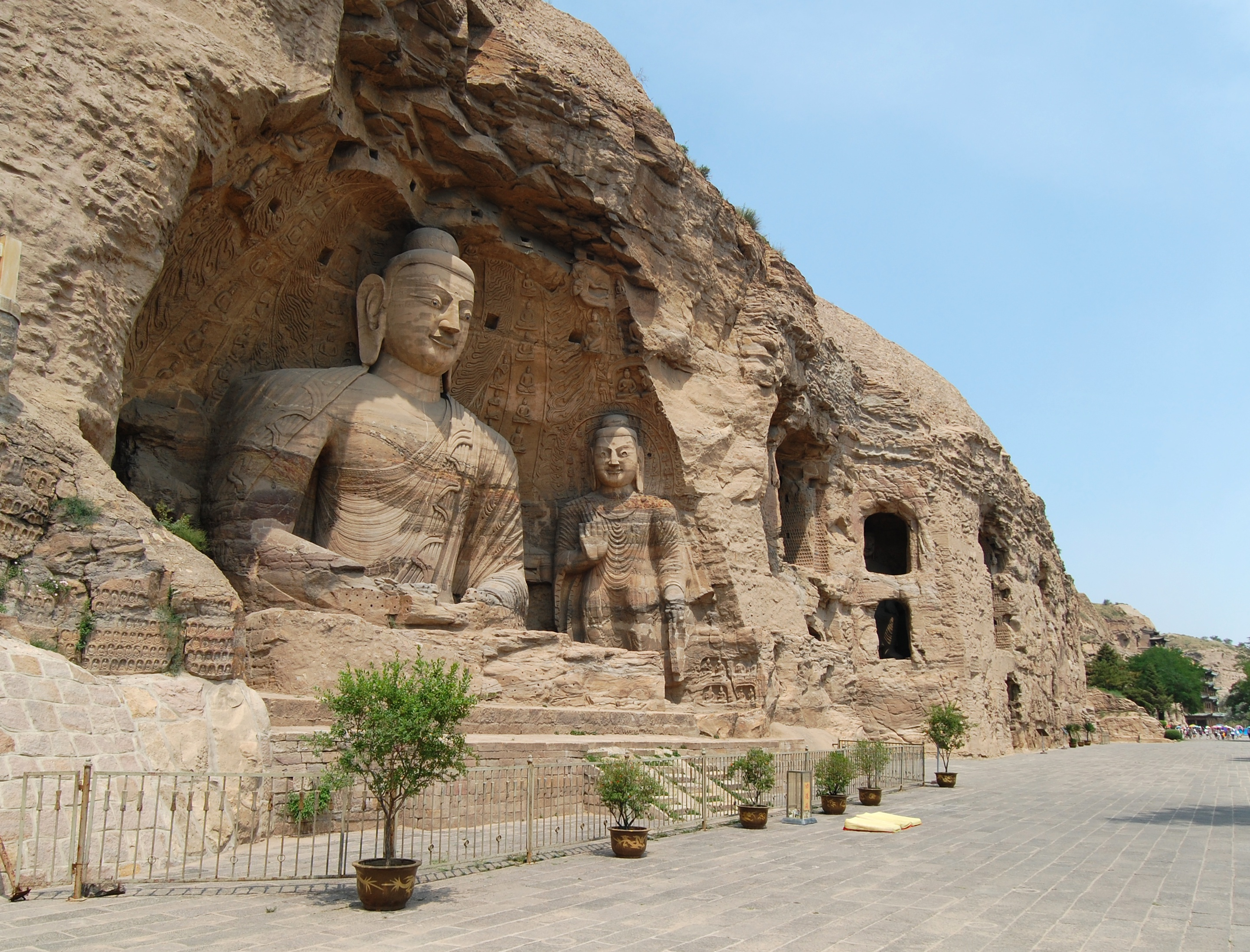
Гроты Юньган

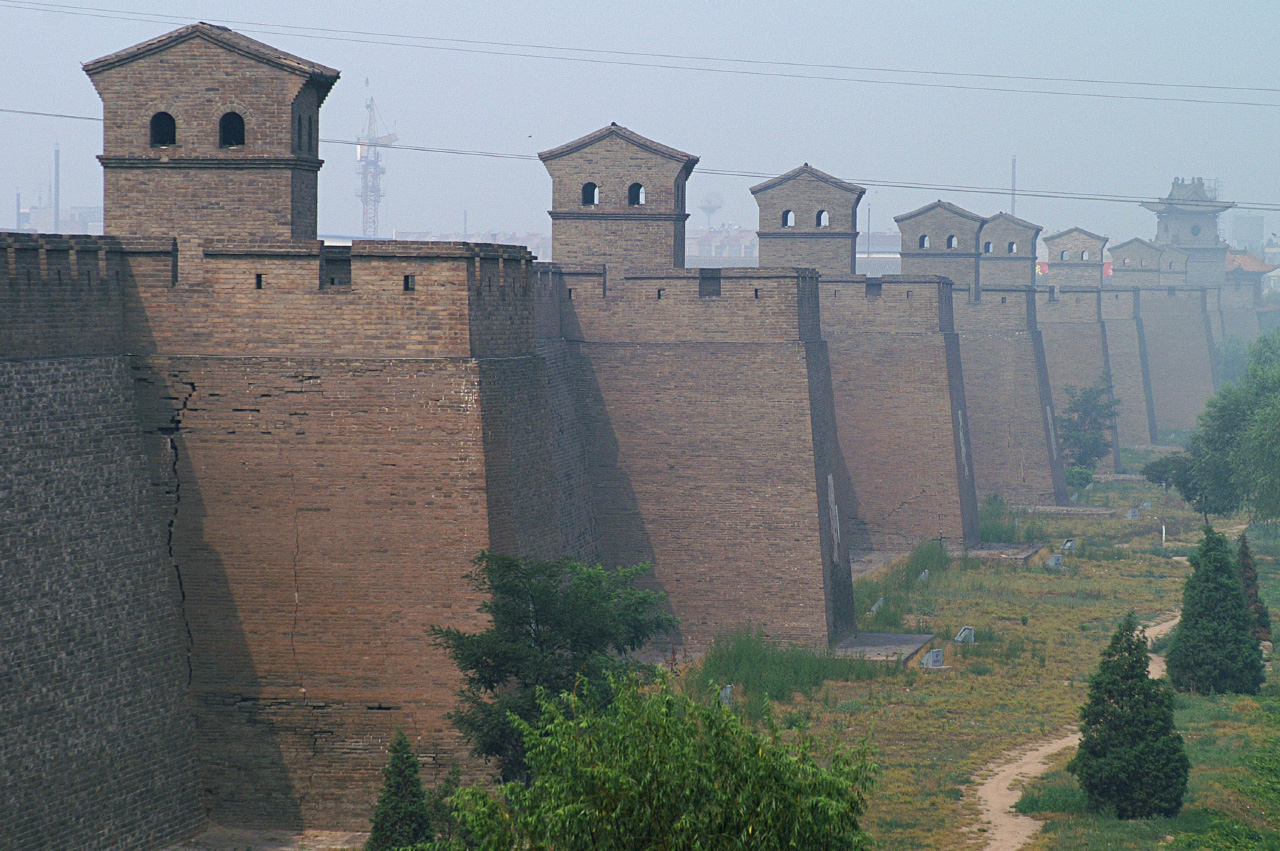
Стена Пинъяо

Являясь колыбелью китайской цивилизации, провинция Шаньси обладает множеством значимых исторических, культурных и природных объектов (452 культурных объекта государственного значения и более 28 тыс. древних архитектурных объектов провинциального или уездного значения — больше, чем в любой другой провинции Китая). Развитая транспортная и гостиничная инфраструктура способствует тому, что жители Пекина, Тяньцзиня, Шанхая и других регионов страны могут совершать туристические поездки в Шаньси как на выходные, так и на более длительный период (пик припадает на Китайский Новый год).
Множество туристов посещают культурные и исторические памятники Шаньси, внесённые в Список объектов всемирного наследия ЮНЕСКО — пещерные гроты Юньган в Датуне, средневековый город Пинъяо в Цзиньчжуне и священную гору Утайшань в Синьчжоу. Также популярны пещерный монастырь Тяньлуншань, храмовый комплекс Цзинь и Большой Будда Мэншань в Тайюане, участок Великой Китайской стены на перевале Яньмэнь, буддийский храм Фогуан и павильон Бяньцзин в Синьчжоу, пагода Шакьямуни в Шочжоу, висячий монастырь Сюанькун-сы в Датуне и комплекс семьи Цяо в Цзиньчжуне. Среди природных объектов выделяются водопад Хукоу, большой каньон Цзинься, священная гора даосизма Хэншань и солёное озеро Сиэчи.
В 2017 году внутренние туристы совершили 560 млн ночёвок в провинции Шаньси (+ 26,5 % в годовом исчислении), а иностранные туристы — 670 тыс. ночёвок (+ 6,4 %). Доходы от внутреннего туризма составили 533,86 млрд юаней или 77,19 млрд долл. (+ 26,3 %), а от внешнего туризма — 350 млн долл. (+ 10,3 %). Помимо экскурсий к историческим и религиозным объектам Шаньси для привлечения туристов развивает оздоровительные, развлекательные и спортивные комплексы, национальные парки и музеи. 
В Тайюане, Датуне и других городах провинции представлены крупнейшие мировые и китайские гостиничные сети — InterContinental, Kempinski, Hyatt, Marriott, Pullman, Mercure, Howard Johnson, Wanda Vista, JI Hotel, Metropolo и Vienna.

## Сельское хозяйство

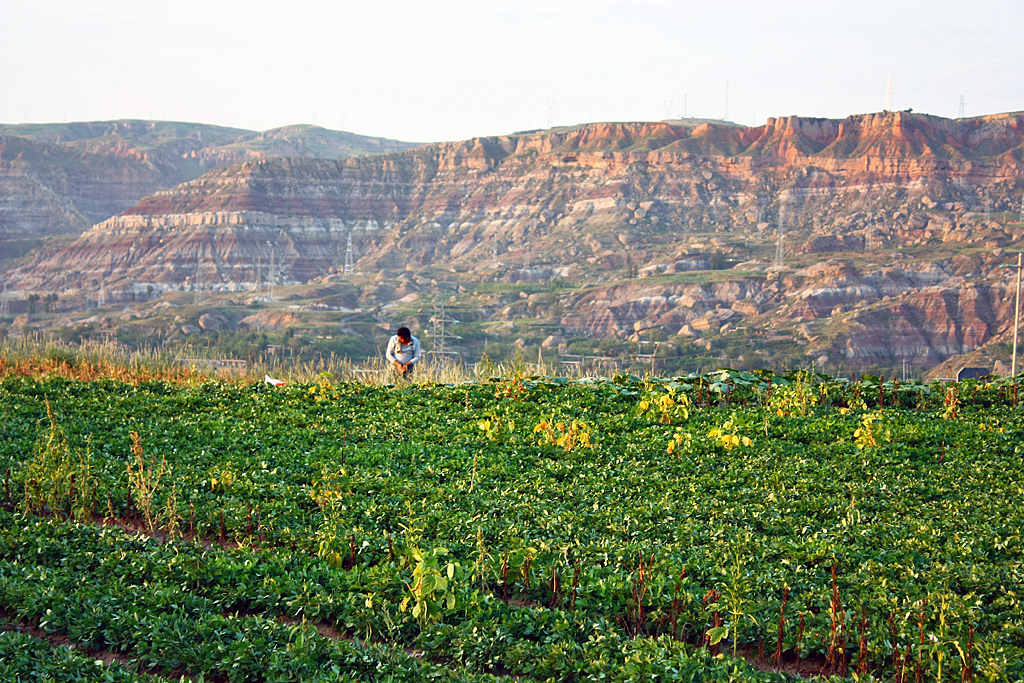
Фермерское хозяйство

Суровый умеренно-континентальный климат Лёссового плато, значительные горные участки (около 80 % территории Шаньси составляют горы и холмы) и сокращение водных ресурсов ограничивают развитие сельского хозяйства провинции. Земледелие наиболее развито в долине Хуанхэ и её притоков (особенно в долине Фэньхэ). Наиболее важное значение в сельском хозяйстве Шаньси занимают зерновые культуры (пшеница, рис, кукуруза, просо, сорго) и бобовые культуры (маш, горох, соя, чечевица). 
Также в провинции развиты овощеводство (картофель, китайская капуста, огурцы, редька, редис, спаржа, чеснок), садоводство (яблоки, груши, сливы), виноградарство и хлопководство, здесь выращивают зизифус, красный перец, грецкие орехи, имбирь, лекарственные растения (боярышник, облепиху, форзицию) и грибы. Важную роль играют мясное и молочное животноводство (свиньи, овцы, коровы, волы,  ослы), мясное и яичное птицеводство (куры и утки), а также речное рыболовство (карп).
В 2023 году посевные площади провинции достигли 47,4 млн му, годовой объем производства зерновых составил 14,78 млн тонн, а средняя урожайность с одного му составила 311,75 кг.
Власти провинции активно развивают отрасль травяного чая. В горах Тайханшань и Тайюэшань собирают листья форзиции, а в горах Хэншань — почки дерезы и листья астрагала. По состоянию на 2019 год в Шаньси производили свыше 200 видов лечебного чая 92 зарегистрированных брендов.

## Наука и образование

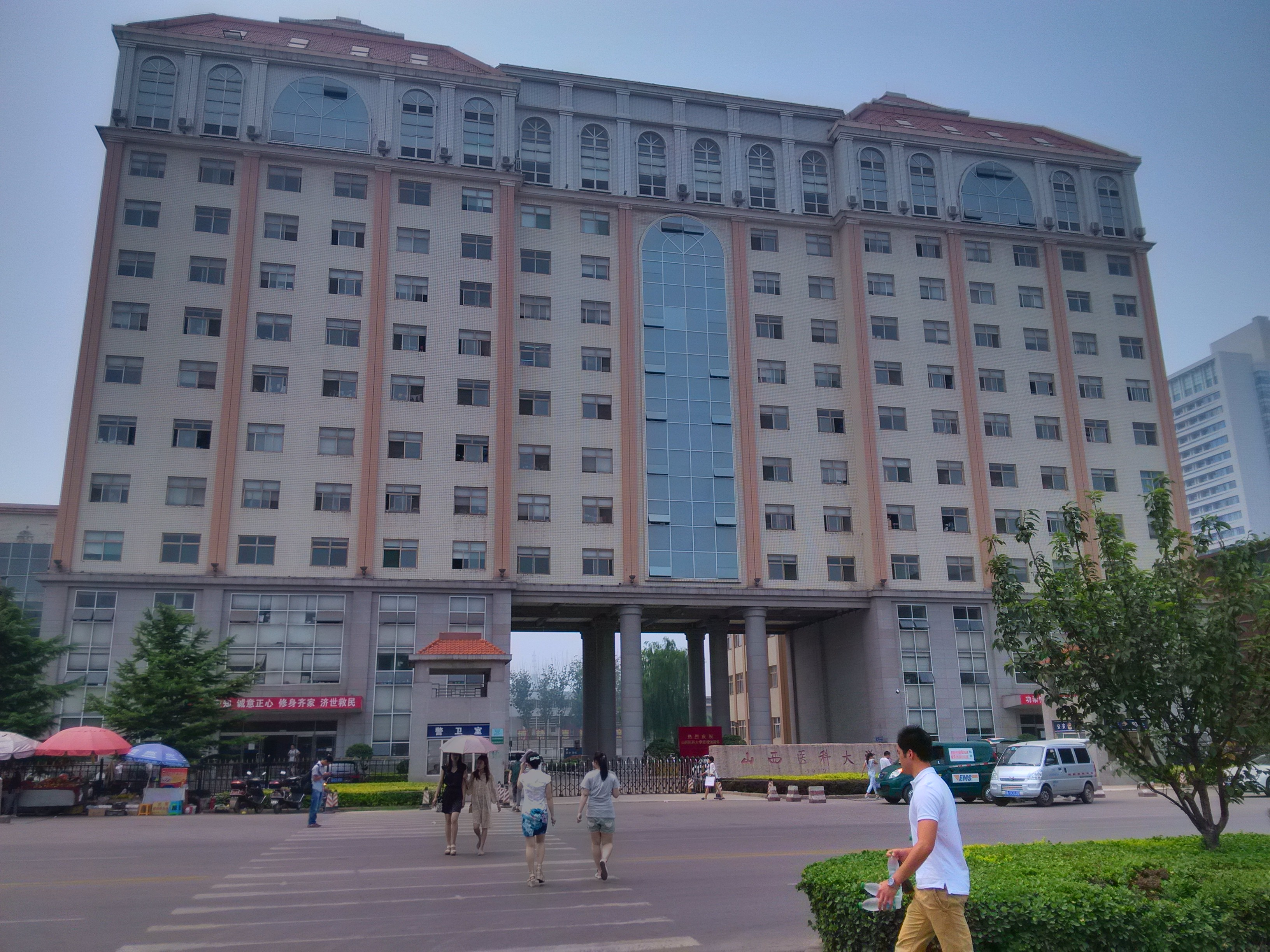
Медицинский университет Шаньси

Шаньси обладает большим научно-исследовательским потенциалом. Главными образовательными и научными центрами провинции являются:
- Тайюань — Северный университет Китая, Университет Шаньси, Тайюаньский университет науки и технологии, Тайюаньский технологический университет, Медицинский университет Шаньси, Университет традиционной китайской медицины Шаньси, Университет финансов и экономики Шаньси, Бизнес-колледж университета Шаньси.
- Датун — Датунский университет.
- Тайгу — Сельскохозяйственный университет Шаньси.
- Юньчэн — Юньчэнский университет.
- Юйцы — Международная школа Шаньси Кэмбридж.

## Региональные особенности
Крупнейшим экономическим центром Шаньси является Тайюань. В 2018 ВВП Тайюаня составил 388,45 млрд юаней, что более чем вдвое больше, чем в 2010 году, а располагаемый доход на душу населения — 31,031 юаней (+ 7,2 % в годовом исчислении).

### Северный Шаньси

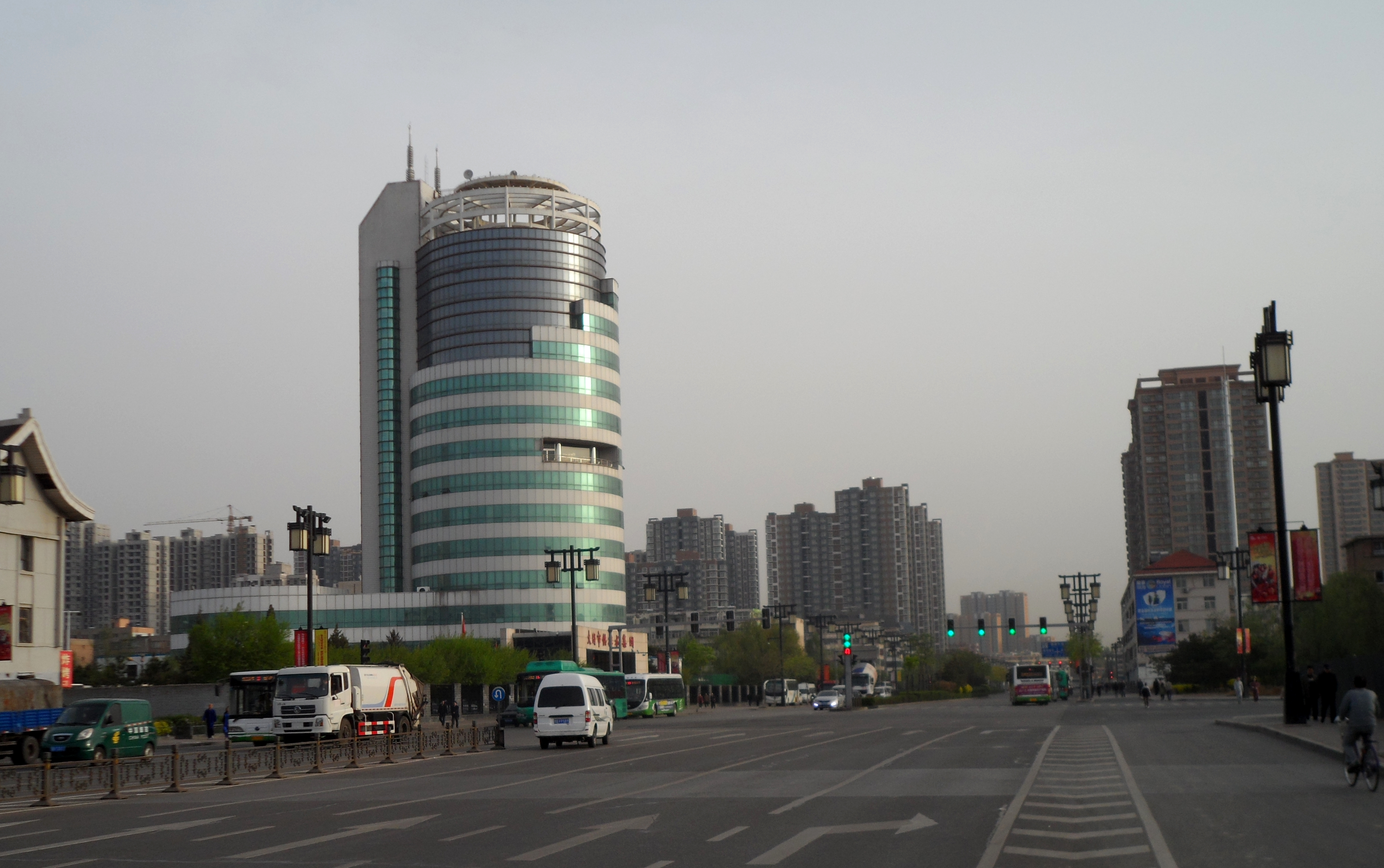
Датун

- Датун является вторым по значению экономическим центром провинции Шаньси и крупнейшим в стране центром по добыче угля. Также тут добывают железную и медную руду, бокситы, известняк и мрамор, развиты тепловая и солнечная энергетика, тяжёлое машиностроение (локомотивы и шахтное оборудование), химическая и фармацевтическая промышленность, производство цемента и новых материалов, туризм, логистика, сельское хозяйство и речное рыболовство (сорго и кукуруза)[119].
- Шочжоу является центром добычи угля, известняка, полевых шпатов, кварца, слюды, графита, железной и марганцевой руды, бокситов. Также в городе развиты химическая и пищевая промышленность, тепловая энергетика, производство стройматериалов и керамики, туризм, сельское хозяйство и рыболовство[120].
- Синьчжоу является центром добычи угля, бокситов, титановой и железной руды, золота. Также в городе развиты тепловая энергетика, чёрная и цветная металлургия, химическая и пищевая промышленность, производство глинозёма, шахтного оборудования, стройматериалов и полупроводников, туризм и деревообработка. Кроме того, Синьчжоу является центром важного сельскохозяйственного района (зерновые и животноводство)[121].

### Центральный Шаньси

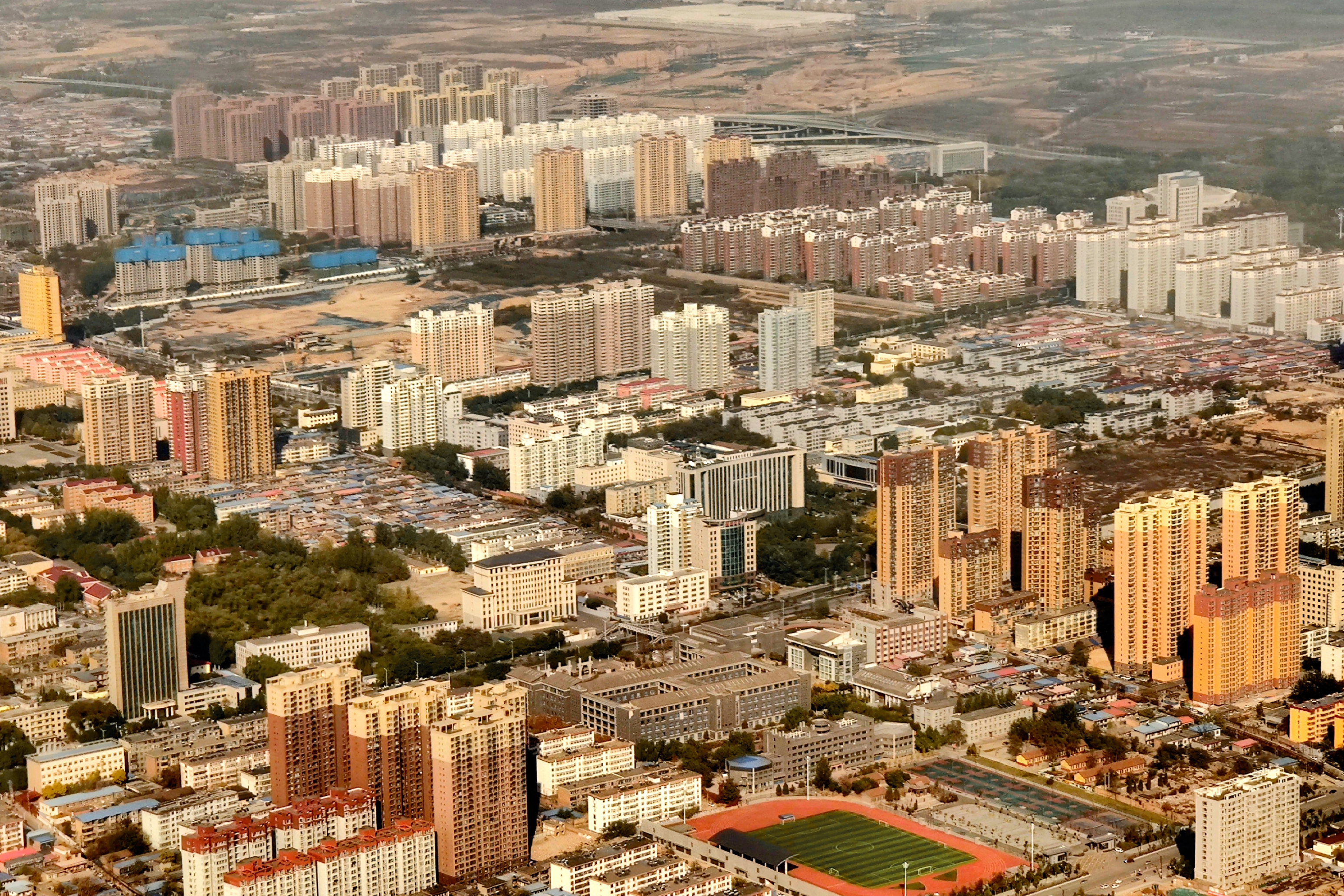
Тайюань

- Тайюань является крупнейшим финансовым, торговым, транспортным и промышленным центром провинции Шаньси (в городе базируется главная угольная биржа провинции — China Taiyuan Coal Transaction Center). Тут добывают уголь, железную и медную руду, бокситы, полевые шпаты, мрамор, известняк, графит, кварц, фосфорит, гипс, слюду и золото; развиты чёрная металлургия, тяжёлое машиностроение, тепловая энергетика, производство промышленного оборудования, полупроводников и стройматериалов, информационные технологии, фармацевтическая и пищевая промышленность. Также Тайюань является центром важного сельскохозяйственного района (пшеница, рис, кукуруза, овощи, виноград, яблоки) и деревообработки (сосна и кипарис)[122].
- Люйлян является центром добычи угля, железной руды и бокситов, а также центром важного сельскохозяйственного района (финики, грецкие орехи, лекарственные травы). Кроме того, в городе развиты химическая и пищевая промышленность (травяной чай), туризм, информационные технологии[123][124].
- Янцюань является крупным центром по добыче угля (антрацита), также здесь добывают бокситы, пирит, железную и урановую руду, асбест, известняк, каолин, полевые шпаты, кварц, диопсид, мрамор и горный хрусталь. Кроме того, в Янцюане развиты химическая промышленность, чёрная и цветная металлургия, тяжёлое машиностроение, тепловая энергетика, производство стройматериалов, керамики и промышленной взрывчатки, туризм, информационные технологии[125].
- Цзиньчжун является центром добычи угля, железной руды, бокситов, серы, гипса, глины, а также центром важного сельскохозяйственного района (пшеница, рис, фрукты, мясные и молочные продукты). Кроме того, в городе развиты туризм (Пинъяо), текстильное машиностроение, металлургия, химическая, стекольная, фармацевтическая и пищевая промышленность (травяной чай)[126][127].

### Южный Шаньси

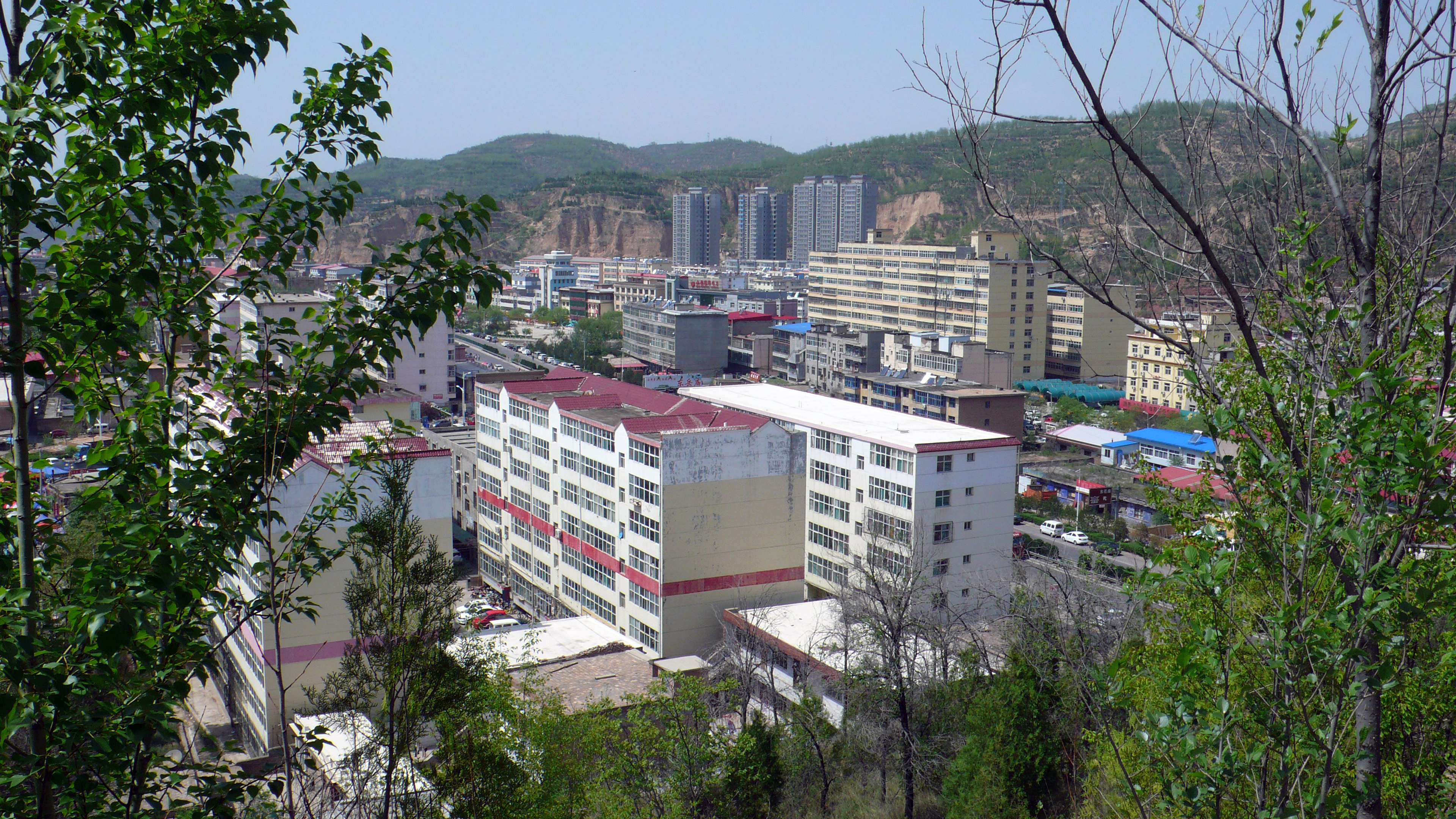
Линьфэнь

- Линьфэнь является центром добычи угля, железной и медной руды, свинца, магнезита, гипса, известняка, доломита, гранита, мрамора, бентонита и глины, а также центром важного сельскохозяйственного района (хлопок, пшеница, фрукты). Кроме того, в городе развиты химическая и фармацевтическая промышленность, тепловая энергетика, производство промышленного оборудования, металлургия и туризм[128].
- Чанчжи является крупным центром по добыче угля, также здесь добывают железную руду, кремний и мрамор. В городе развиты химическая и фармацевтическая промышленность, металлургия, тепловая энергетика, машиностроение, деревообработка, туризм и информационные технологии. Также Чанчжи является центром важного сельскохозяйственного района (рис, кукуруза, перец и грецкий орех)[129].
- Цзиньчэн является центром добычи угля (антрацит), метана, железной и медной руды, бокситов, цинка, серебра, золота и мрамора. Также в городе развиты химическая промышленность (удобрения), деревообработка, производство шёлка, промышленного оборудования и изделий из оптического волокна, животноводство, здесь выращивают груши, лечебные травы и грибы[130].
- Юньчэн является центром добычи угля, медной руды, бокситов и соли, а также центром важного сельскохозяйственного района (пшеница, хлопок, яблоки, финики, спаржа, боярышник, мясные и рыбные продукты). Кроме того, в городе развиты металлургия, химическая и фармацевтическая промышленность, производство полиграфической техники, стеклянной посуды и стройматериалов, туризм[131].

## Индустриальные парки и зоны развития
В Шаньси расположено 86 зон развития общей площадью 7186 квадратных километров, в том числе 67 зон промышленного развития общей площадью 2853 квадратных километров, 12 зон сельскохозяйственного развития общей площадью 1490 квадратных километров и 7 зон экологического и культурного туризма общей площадью 2843 квадратных километров.
- Зона Цзиньчжун (Юйцы) — производство автомобильных комплектующих, новых материалов и медицинского оборудования, логистика, информационные технологии и университетский кампус[133].
- Промышленный парк Сяохэ (Тайюань) — информационные технологии, зелёная энергетика, биомедицина, защита окружающей среды и производство новых материалов[134].
- Зона экономического развития Синьчжоу (Синьчжоу) — производство шахтного оборудования и новых материалов, биомедицина и информационные технологии[135].
- Зона экономического развития Линьфэня (Линьфэнь) — производство точных приборов, новых материалов, солнечных панелей, аэрокосмического и медицинского оборудования, логистика, электронная торговля и финансовые услуги[136].
- Зона экономического развития Шочжоу (Шочжоу) — зелёная энергетика, информационные технологии, производство промышленного оборудования и логистика[137].
- Зона экономического и технологического развития Юньчэна (Юньчэн) — производство промышленного и медицинского оборудования, одежды и пищевых продуктов, логистика, электронная торговля и научные исследования[138].
- Зона экономического и технологического развития Датуна (Датун) — производство промышленного, авиационного и медицинского оборудования, пищевых продуктов и новых материалов, химическая промышленность, сфера услуг[139].
- Зона экономического и технологического развития Цзиньчэна (Цзиньчэн) — оптомехатроника, биомедицина, производство электроники, роботов, новых материалов и одежды[140].
- Зона экономического и технологического развития Янцюаня (Янцюань) — производство шахтного оборудования и новых материалов, информационные технологии[141].
- Зона развития высоких технологий Чанчжи (Чанчжи) — биомедицина, производство промышленного оборудования и электроники, логистика, информационные технологии и сфера услуг[142].